# فلاديمير مونوماخ
فلاديمير فسيفولودوفيتش مونوماخ (1053 – 1125) هو ابن الأمير فسيفولود ياروسلافوفيتش.أمير سمولينسك (1073 – 1078) وأمير تشرنيهيف (1078 – 1094) وأمير بيرياسلاف (1094 -1113) والأمير المعظم في كييف (1113 – 1125) ورجل الدولة والقائد العسكري العظيم والكاتب والمفكر.
أطلق عليه لقب مونوماخ نسبة إلى امه مريا مونوماخ وهي ابنة الإمبراطور البيزنطي قسطنطين التاسع.
في عام 1076 شارك مع اوليغ سفياتوسلافوفيتش في حملة عسكرية ضد التشيك إلى جانب البولنديين.
في عام 1078 تربع ابوه على عرش كييف، فتولى الحكم في تشرنيهيف.
وقام بصد غزوات اقوام البولوفتسي الرحال على اراضي تشيرنيغوف. كما انه الحق الهزيمة باقوام الاتراك الرحل. بعد موت ابيه عام 1093 اتيحت له فرصة للتربع على العرش في كييف. لكنه تنازل عن الحكم في الدولة لصالح ابن عمه سفياتوبولك ازيسلافوفيتش قائلا:«ابوه اقدم من ابي وكان يحكم كييف قبله». وذلك للحيولة دون نشوب فتنة جديدة في الدولة.
بذل فلاديمير مونوماخ الجهود الكبيرة لايقاف الفتنة وردع البولوفتسيين. وقام بتنظيم عدة حملات عسكرية حيث ألحق بالبولوفتسيين بضعة هزائم مؤلمة الامر الذي اجبرهم على ايقاف الغزوات على الأراضي الروسية.
تربع فلاديمير مونوماخ على العرش في كييف عام 1113 بعد قمع انتفاضة شعبية اندلعت هناك بعد موت الأمير المعظم سفياتوبولك. واصدر بعض القوانين التي حسنت الوضع المعيشي الصعب للفئات الشعبية الفقيرة والتي تعرف ب «ميثاق فلاديمير مونوماخ» الذي دخل فيما بعد في مجموعة القوانين «الحقيقة الروسية».
كان حكم فلاديمير مونوماخ مرحلة اخيرة لدولة الروس القوية في كييف اتصفت بتوقف الفتن والاستقرار الذي كان يقوم على سمعة الأمير المعظم.
كلف فلاديمير مونوماخ عام 1116 الراهب سيلفيستر من دير كييف بصياغة نسخة جديدة لاخبار الأعوام الغابرة يستند اليها المؤرخون لحد الآن بصفتها مرجعا تاريخيا هاما جدا.
تعتبر قلنسوة مونوماخ التي تحفظ حاليا في متحف الاسلحة بالكرملين رمزا للسلطة القيصرية الروسية. وكان كل القياصرة الروس يرتدونها عند التربع على العرش القيصري.